# Centrum Plaza

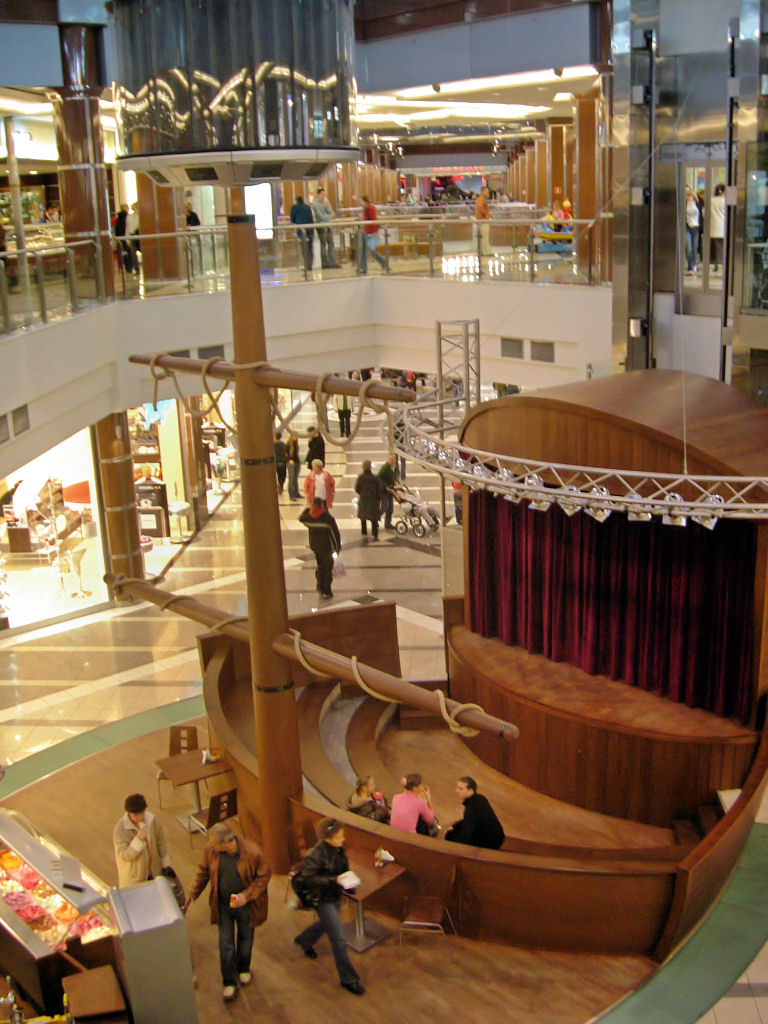
Wnętrze poznańskiego centrum.

Centrum Plaza – wspólna nazwa sieci placówek handlowo-rozrywkowych z kinem Cinema City i technologią IMAX 3D, założonych przez izraelską firmę zarejestrowaną w Holandii Plaza Centers N.V. Firma pierwszą placówkę otworzyła na Węgrzech w 1996 roku.
Poza Polską centra Plaza można znaleźć także w innych krajach Europy: w Bułgarii, Czechach, Grecji, Rumunii, Serbii, na Węgrzech i Łotwie. W 2007 r. firma rozpoczęła inwestycje w Indiach.
W latach 2005–2007 właścicielem oraz zarządcą centrów handlowych Lublin Plaza, Poznań Plaza, Rybnik Plaza, Sosnowiec Plaza oraz Ruda Śląska Plaza została Klépierre Management Polska Sp. z o.o., która jest filią francuskiej Grupy Klépierre.